# Milenko Špoljarić
Milenko Špoljarić (in greco: Μιλένκο Σπόλιαριτς, Milenko Spoliarits; Belišće, 24 gennaio 1967) è un ex calciatore e allenatore di calcio jugoslavo naturalizzato cipriota di origini croate, di ruolo centrocampista o attaccante.

## Carriera

### Club
Ha iniziato la propria carriera in Croazia con l'Osijek, senza però scendere mai in campo. Trasferitosi allora all'OFK Belgrado, trova continuità e raccoglie 95 presenze e 21 reti nel massimo campionato serbo. Nell'estate del 1992 viene ingaggiato dai ciprioti dell'Apollōn Limassol, club nel quale militerà per 11 anni , e con il quale vincerà un campionato ed una coppa nazionale, collezionando 250 presenze e 115 reti nella massima lega cipriota.
Trasferitosi un anno all'AEP, si ritirerà dal calcio giocato nel 2004.

### Nazionale
Tra il 1997 e il 2001 ha preso parte a 21 partite della Nazionale cipriota, segnando 8 reti.

## Palmarès

### Competizioni Nazionali
- Campionato cipriota: 1

Apollon: 1993-94
- Coppa di Cipro: 1

Apollon: 2000-01